# タナカヒロキ
 タナカ ヒロキ （本名：田中 宏樹、1984年10月25日 - ）は、日本のギタリストであり、ロックバンドlego big morlのギターを担当。愛称はヒロキ。主に作詞を担当している。大阪府羽曳野市出身。

## 人物
- ギターのほか、MC、全曲の作詞も務める。
- 少年時代には『キャプテン』『巨人の星』『がんばれ!!タブチくん!!』が録画されているビデオを親に見せられていた[1]。
- 小学生になると行うスポーツを毎週決めていた。水曜日は水泳、土曜日は剣道とサッカー、日曜日は野球という流れでスポーツをしていた。
- ギターを始めたきっかけは父の影響である。フォークギターでロックの音楽を練習していた。
- ダルビッシュ有と同じ中学校である。
- B'zの大ファンであり、ゲスト出演したラジオで曲を流すほど好きである。
- 身長は178cmあるが、アサカワの脱退によりバンド内最小となった。
  - 2018年よりCho_Nansでの活動も行っている。
- 2021年、吃音症の認知を広げるため、独自のプロジェクトKITSUをスタート。コラムやアパレル販売に加えて、その収益の一部を吃音のNPO法人に寄付するなどの活動を行っている。
- バンド内切っての毒舌キャラである。

## 使用機材
- Giffin、GibsonSG、を使用。2021年からピンク色のfenderストラトキャスターをメイン機として使用している。MVではGibsonSGを使用することが多い。フリーライブでの｢ユリとカナリア｣｢3月のマーチ｣アコースティックアレンジではアコースティックギターを使用していた。

## 参加作品

### MV
- cluppo『PEACE&LOVE』- ギタリストとして出演[2]

## 提供楽曲
- A.B.C-Z
  - 終電を超えて〜Christmas Night（作詞）
  - ツカズハナレズ（作詞）
  - いいね!（作詞）
  - 幸あれ（作詞）
  - 約束（作詞）
  - Only One!（作詞）
  - サヨナラキス（作詞）
  - 灯（作詞）
  - Hopping Now !（作詞）
  - Carry on Carry on（作詞）
  - Hallelujah（作詞）
  - さよならしないと（作詞）
  - You can make it!!!!（作詞）
  - 不完全な逃避行（作詞）

- ジャニーズWEST
  - Change your mind!（作詞）
- Sexy Zone
  - 秘密のシェア（作詞）
  - 最後の笑顔（作詞）
  - チクチクハート 〜beating beating〜（作詞）
  - HIKARI（作詞）
- 東京パフォーマンスドール
  - 浜崎香帆・橘二葉
    - BURN ME OUT（作詞）

## 寄稿
- 『巨人の星』がロックを生む。野球とロックは儚く、美しい（2017年8月7日）- スカパー!のヨムミル!オンラインにて